# HD193572
HD193572 — хімічно пекулярна зоря спектрального класу A4, що має видиму зоряну величину в смузі V приблизно  7,9.
Вона  розташована на відстані близько 801,4 світлових років від Сонця.